# Nils Strandberg Pedersen
Nils Christian Strandberg Pedersen (født 6. september 1951) er en dansk læge, der fra 1998 til 2016 var administrerende direktør for Statens Serum Institut.
Pedersen blev cand.med. fra Københavns Universitet i 1978 og blev efterfølgende ansat ved Statens Serum Institut som forskningsstipendiat. Han blev i 1983 dr.med. på en afhandling udarbejdet her om diagnosticering af syfilis vha. immunologiske metoder. Han var fra 1982-1985 reservelæge på Rigshospitalet og Hvidovre Hospital, inden han i 1986 vendte tilbage til instituttet som først konstitueret overlæge og fra 1989 til 1998 forskningsdirektør og vicedirektør.
Han har haft adskillige bestyrelsesposter, bl.a. i Statens Sundhedsvidenskabelige Forskningsråd 1991-1997, i Dansk Standard fra 2006 og i Akademiet for de Tekniske Videnskaber fra 2008. Fra 2003 til 2006 var han bestyrelsesformand for Danmarks Farmaceutiske Universitet og siden 2009 har han været formand for Københavns Universitets bestyrelse. 2008 blev han Ridder af 1. grad af Dannebrog.